# 颐园
31°00′25″N 121°12′45″E / 31.00705°N 121.21256°E
颐园，位于中华人民共和国上海市松江区永丰街道松汇西路1172号上海市第四福利院内，是一个明朝古建筑花园、上海市文物保护单位。

## 特点
颐园为明朝风格，初名因而园，园主为松江望族赵氏，后归罗氏，又有罗氏园之称。清朝道光年间，属浙江归安县知县许威所有，更名为“颐园”。民国时期，归金山人高君藩（高燮之子）所有，因此也诶称为高家花园。颐园本为住宅小园，归高氏所有后，园中再建有琴台、三曲桥、观稼楼等，占地约1300平方米。其中三曲桥以水为中心，池上架有曲尺形小石板桥，装潢精巧别致，院内木结构建筑多用方柱，沿用了明朝建筑特色。颐园曾是松江十二景之“颐园听雨”。1989年，上海市民政局拨款修缮观稼楼，楼分上下两层，平面长方形，而在西南隅另建一小楼。1962年，颐园被列为松江县文物保护单位。2014年4月4日，上海市人民政府批准其为上海市文物保护单位。